# Abdal Jalil
Abdal Jalil (Abd-al-Djalil) foi o último maí (rei) do Império de Canem da dinastia dugua ou Bani Ducu e governou de 1071 a 1075. Foi antecedido por Hu e sucedido por Humé (r. 1075–1086), primeiro maí da dinastia sefaua. Seu efêmero reinado pode ser sinal de profunda crise principiada pelo islamismo, que ao expandir-se no Saara, criou instabilidade no antigo regime de Canem até o ponto de conduzir à mudança política. Além disso, ao que tudo indica, ele havia se convertido ao islamismo como sua antecessora.